# チェコスロバキア国鉄Balm/u形客車
Balm/u形は、チェコスロバキアの国営鉄道であったチェコスロバキア国鉄が導入した客車。同国の軽便鉄道向けに製造された車両で、形式名をBalm/ú形とする資料も存在する。

## 概要
チェコスロバキアが社会主義国家となった1948年時点で、同国には軌間760 mmの軽便鉄道が5箇所に存在した。だが、これらの路線では蒸気機関車や2軸客車といった旧型車両が現役で使用されており、老朽化に伴う新型車両への置き換えが課題となっていた。それを受け、機関車（ディーゼル機関車）や貨車に続いて、各路線へ向けて製造が実施されたのがBalm/u形客車である。
全長14.8 m（連結器含）のボギー車で、客席と乗降扉付近の空間はデッキによって区切られており、車内には2 + 2人掛けの向かい合わせのクロスシートが設置され、トイレも完備されている。冷房は設置されていない一方で暖房はディーゼル発電機からの熱風を車内に送る方式が取られており、充電池は車軸と接続したベルトによる回転式発電方式が採用されている。
当初は2両1組で運用する計画であったことから連結器は前後で異なり、一方には既存の車両と連結可能なピン・リンク式連結器が、もう一方には小型の自動連結器が設置されていた。これにより、運用時の衝撃を抑え滑らかな乗り心地が実現した一方で、自動連結器の重量が重い事、1両や奇数両で運用する際にはアダプターが必要となった事などの欠点も存在しており、後述の通り後年に連結器の改造を受けた車両も存在する。

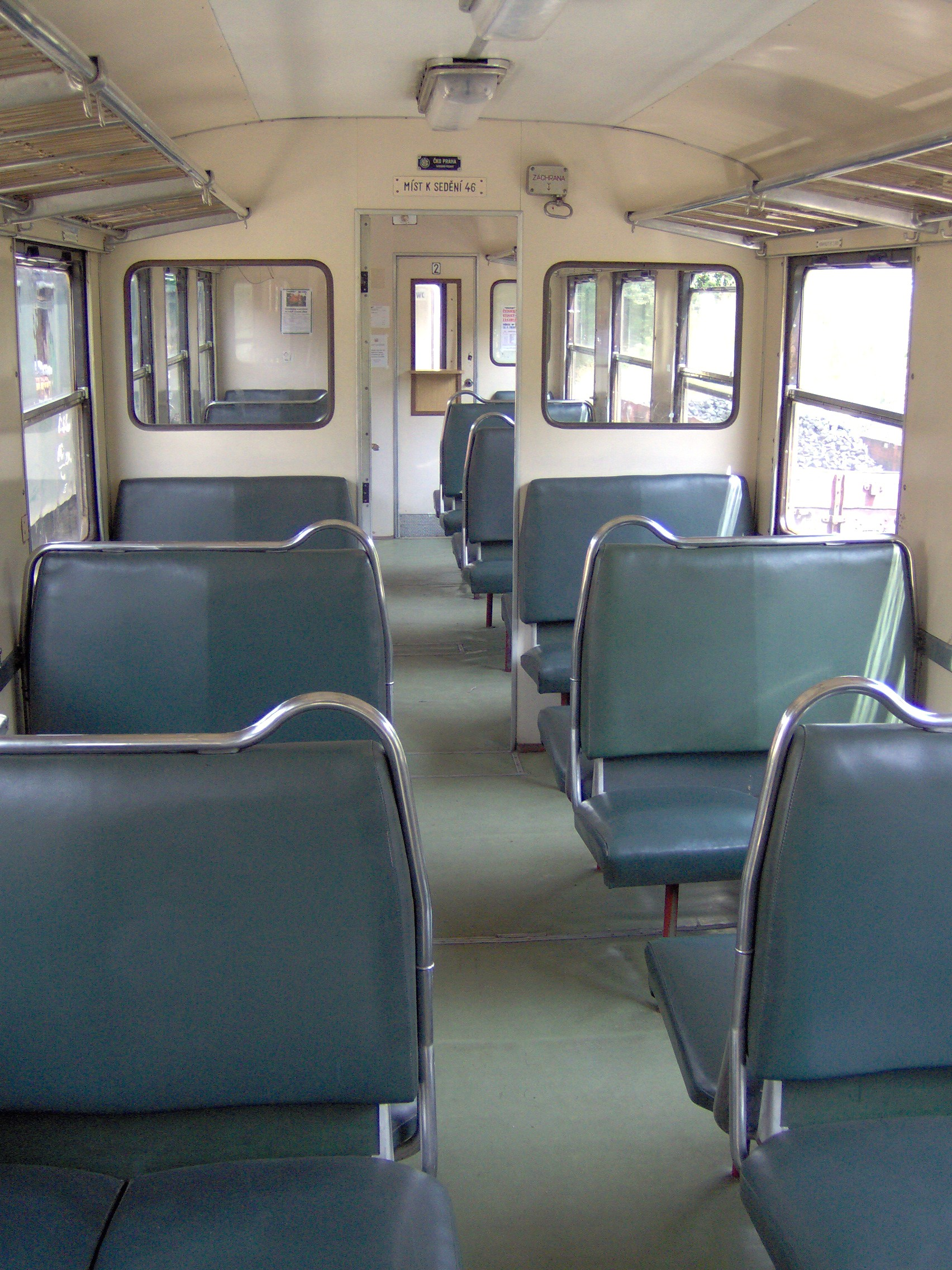
車内
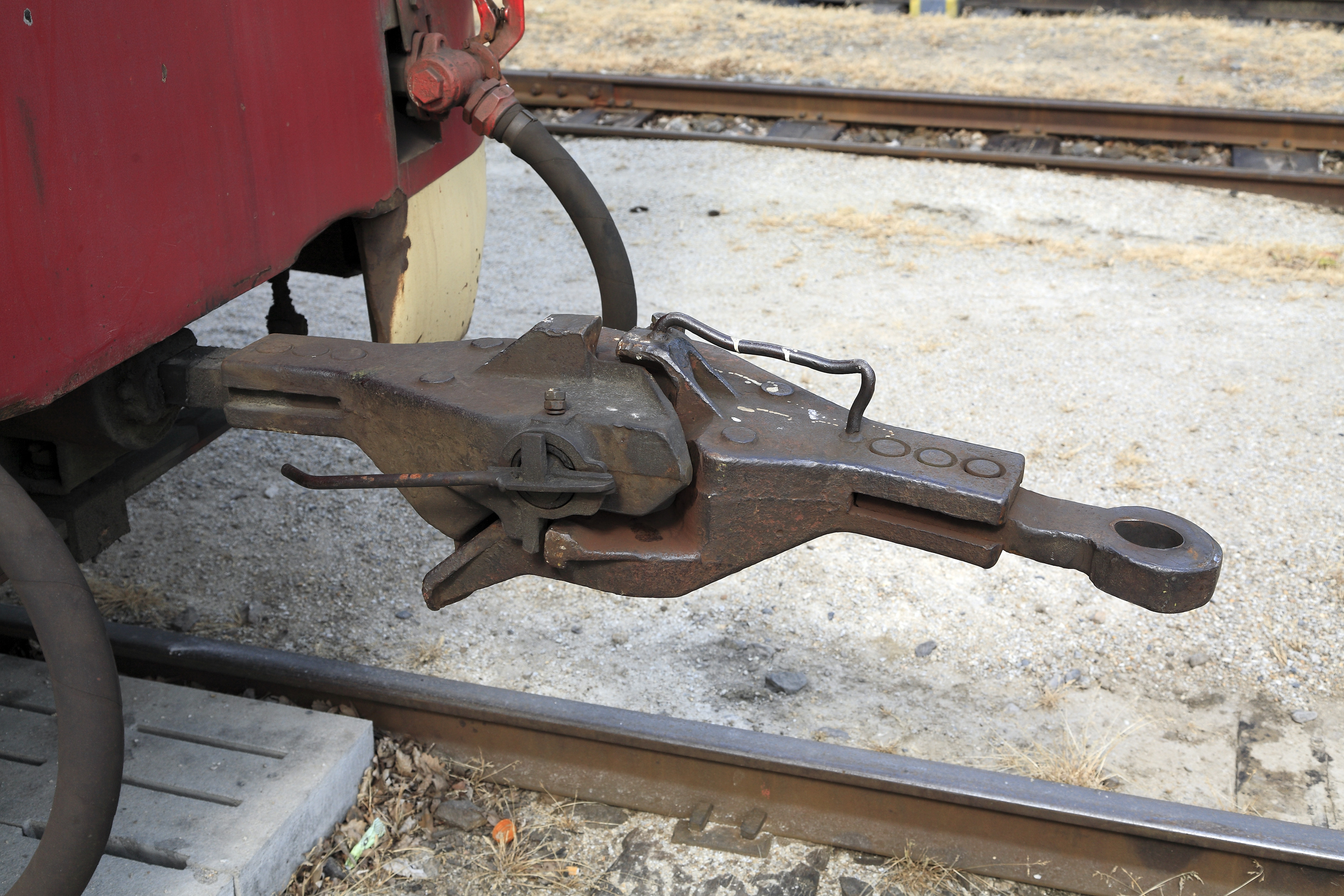
アダプターを設置した自動連結器

製造はプラハに工場を有していたタトラ国営会社スミーホフ工場が手掛けたが、当時の同社は経済相互援助会議（コメコン）の意向により路面電車車両（タトラカー）を専門に製造する体制へ順次移行しており、Balm/u形は同工場で製造された最後の客車となった。
モータリーゼーションを始めとする要因からチェコスロバキアや分離後のチェコ各地の軽便鉄道の一部は廃止され、それに伴いBalm/u形にも廃車・解体される事例が多数起きたが、2022年現在も多くの車両がジンドジヒホラデク地方鉄道（JHMD）やシレジア鉄道（SZD）が所有する軽便鉄道路線で使用されており、博物館で保存されている車両も存在する。なお、車両形式については1990年代以降何度か変更されており、2001年にBtu形、2009年にBtu590形となっている他、1996年から2009年までは「005形」という形式が表記されていた経歴を持つ。

塗装
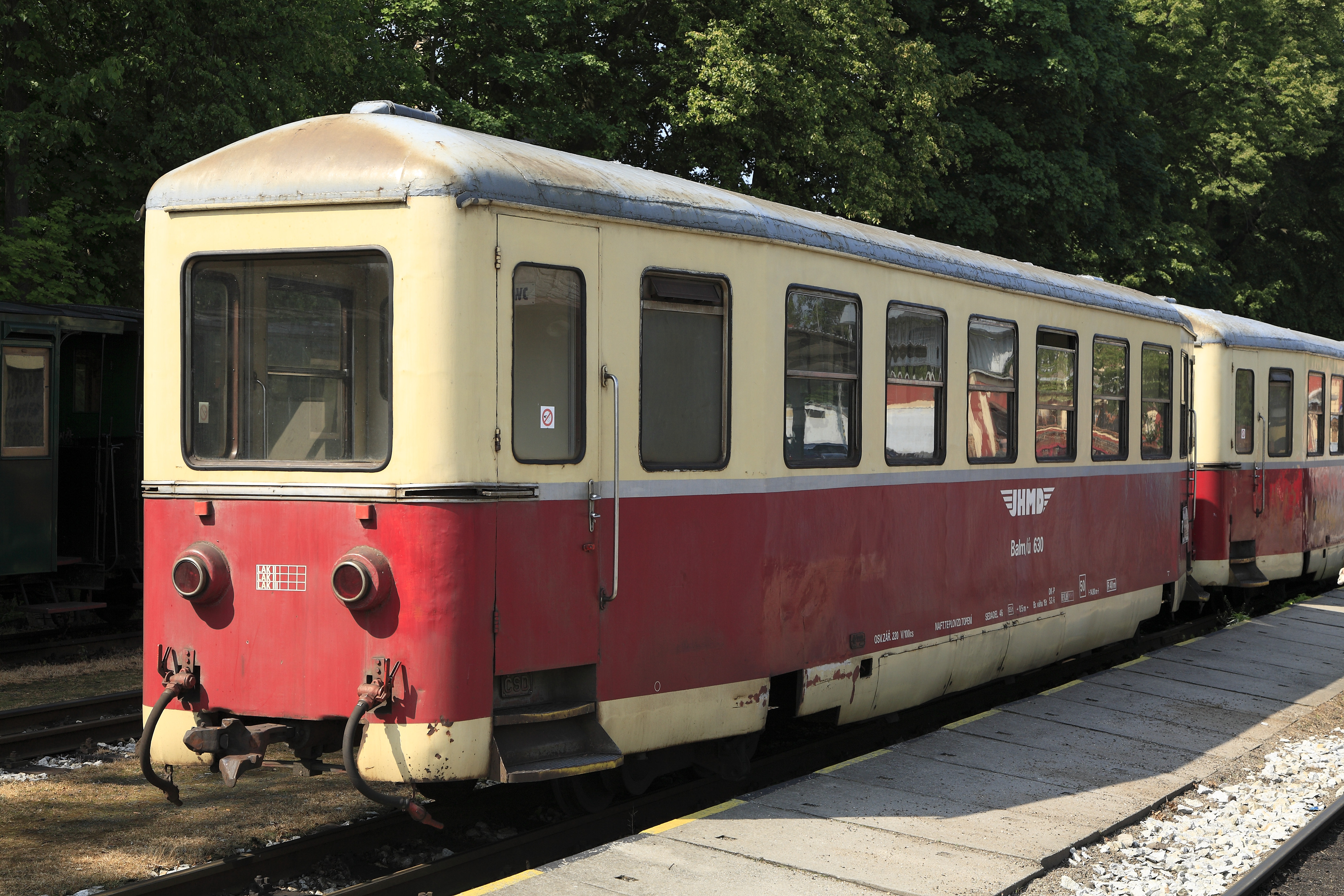
登場当時の塗装（2012年撮影）
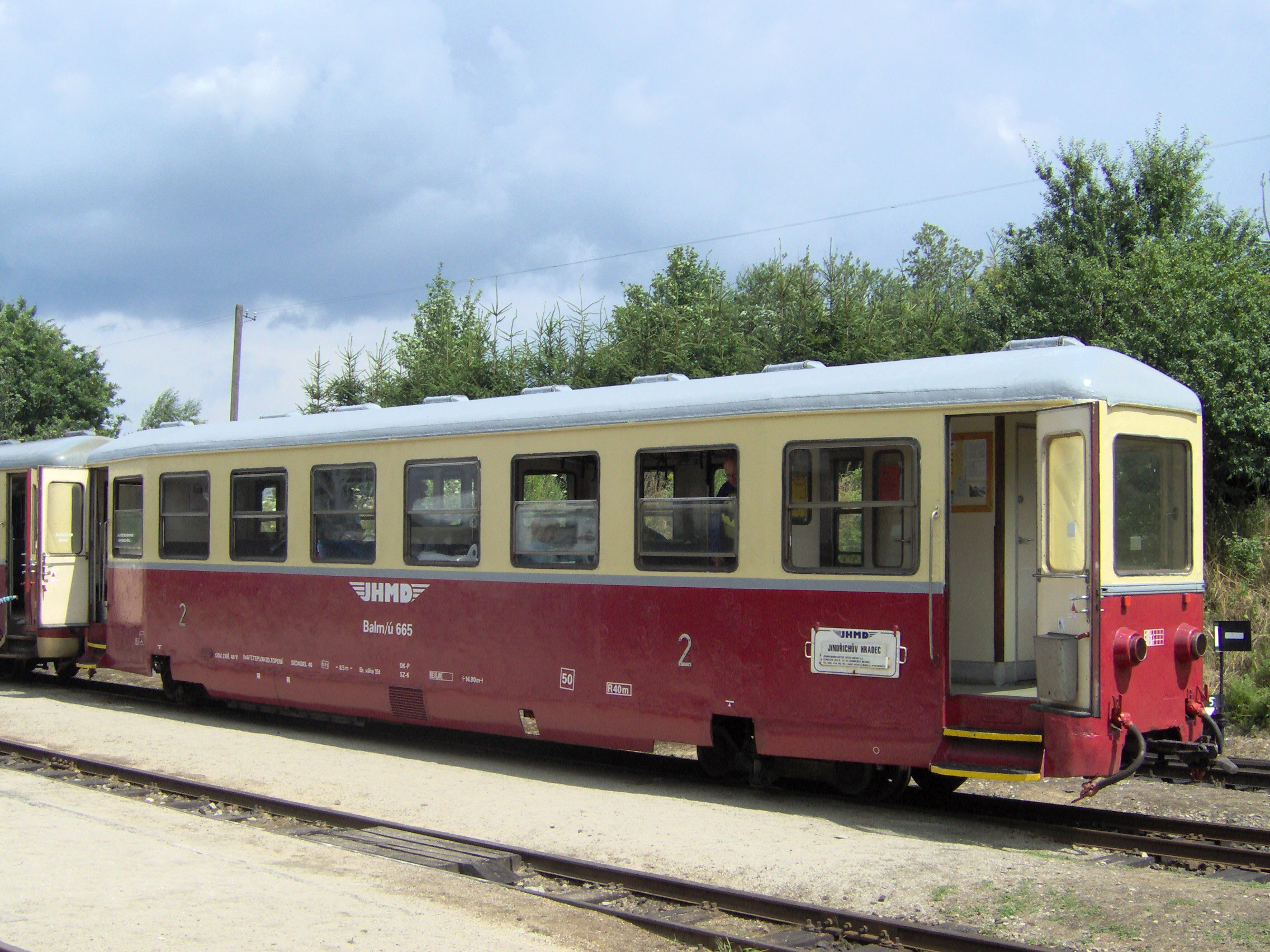
1980年代以降は車体下部も赤色に塗られた（2010年撮影）
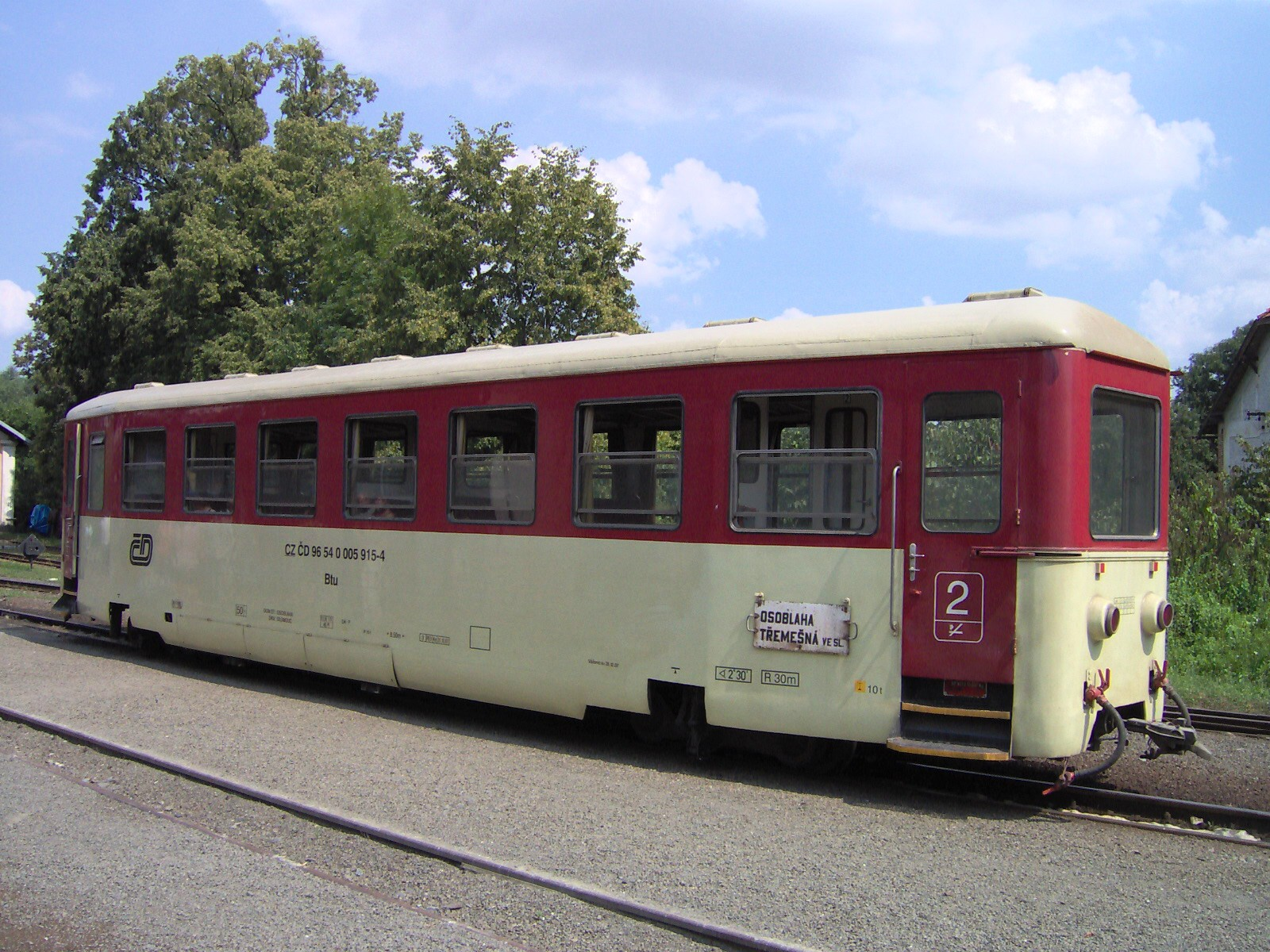
シレジア鉄道で見られる2000年代以降の塗装（2009年撮影）

## 更新
ジンドジヒホラデク地方鉄道に在籍する車両のうち、2両（630、638）については2003年に更新工事が行われており、台車や連結器の交換、充電池の充電方法のベルト式から歯車式ジョイントシャフト式への変更などが実施されている。

## ギャラリー

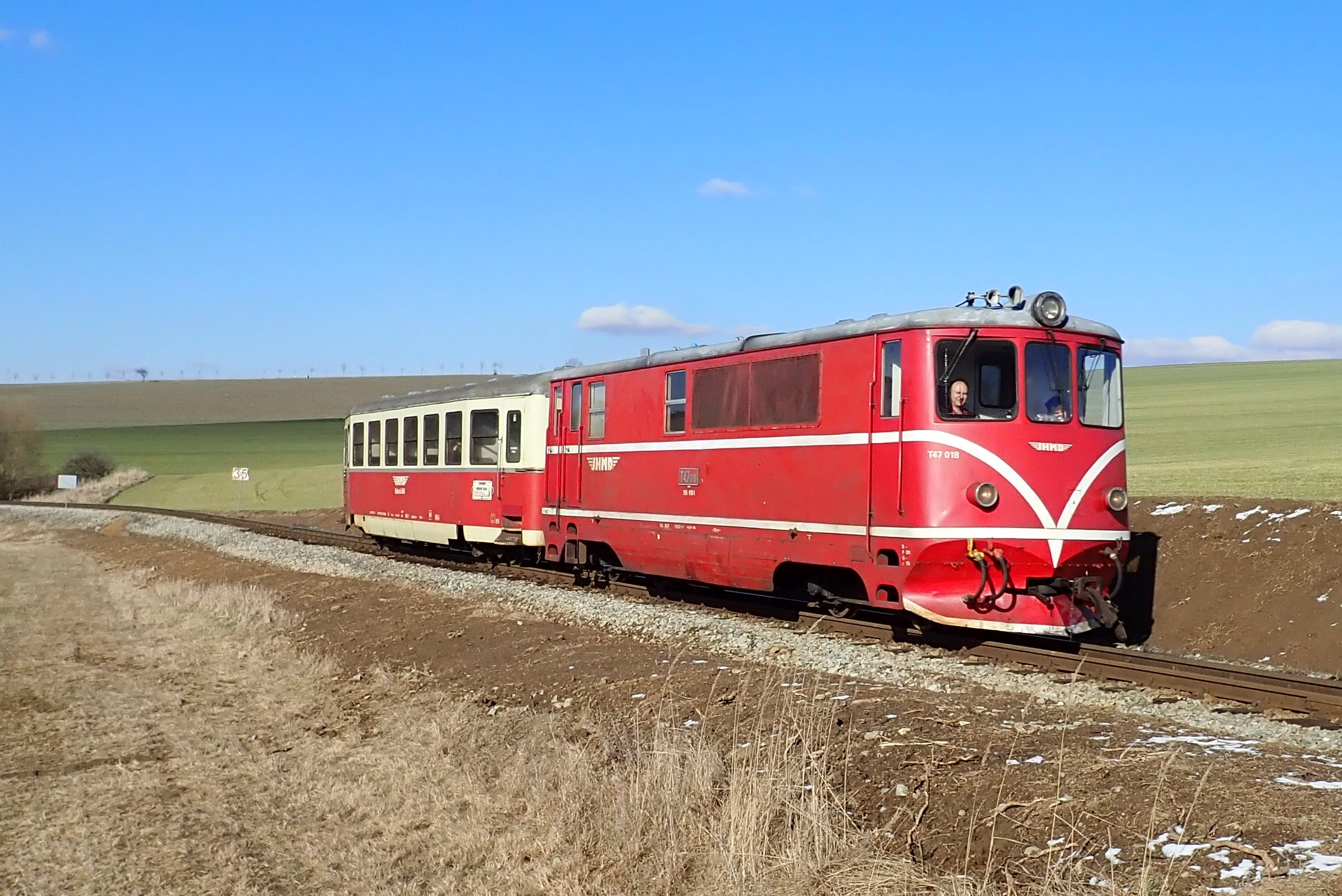
ディーゼル機関車が牽引する客車列車（2018年撮影）
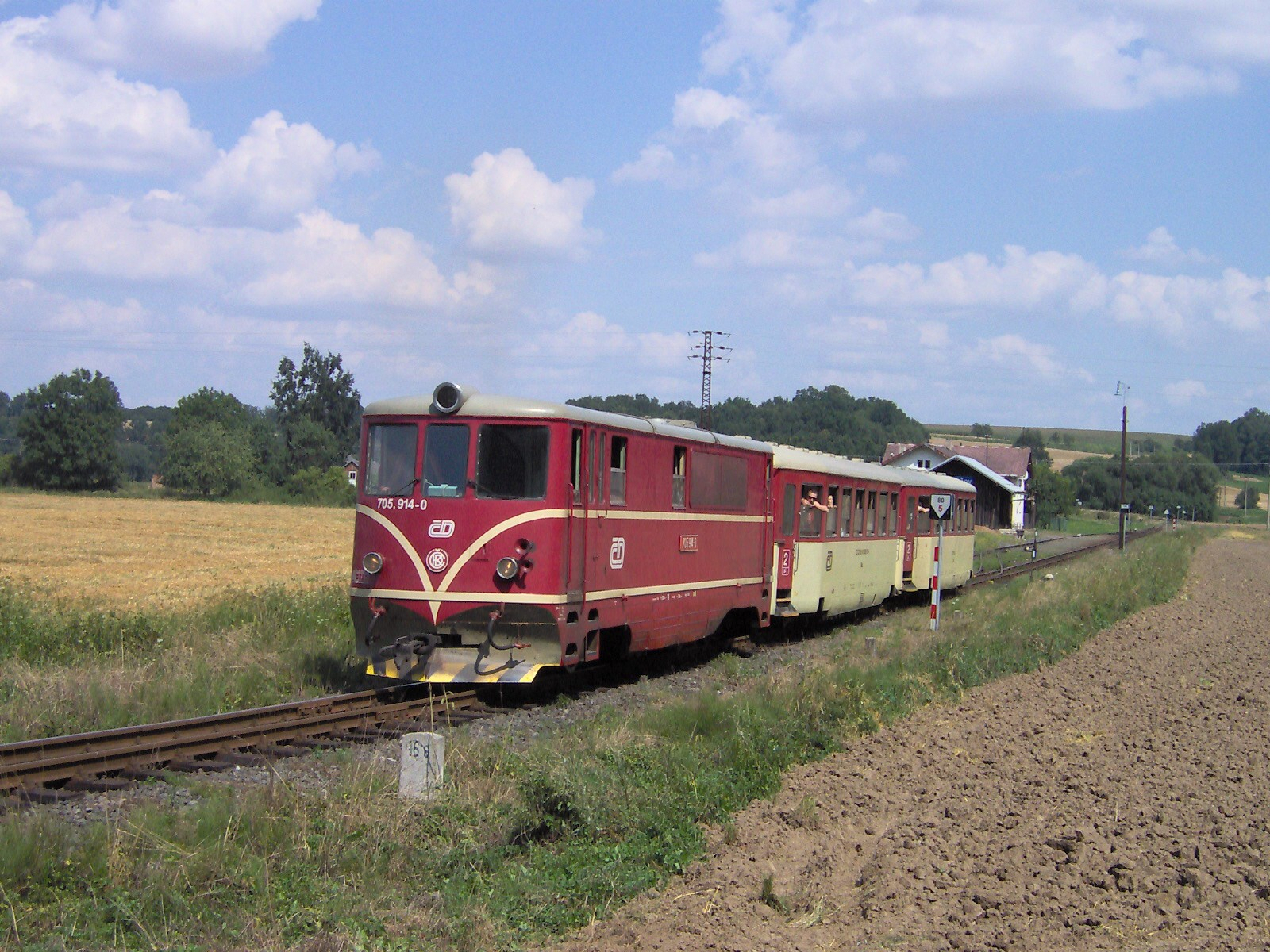
ディーゼル機関車が牽引する客車列車（2009年撮影）
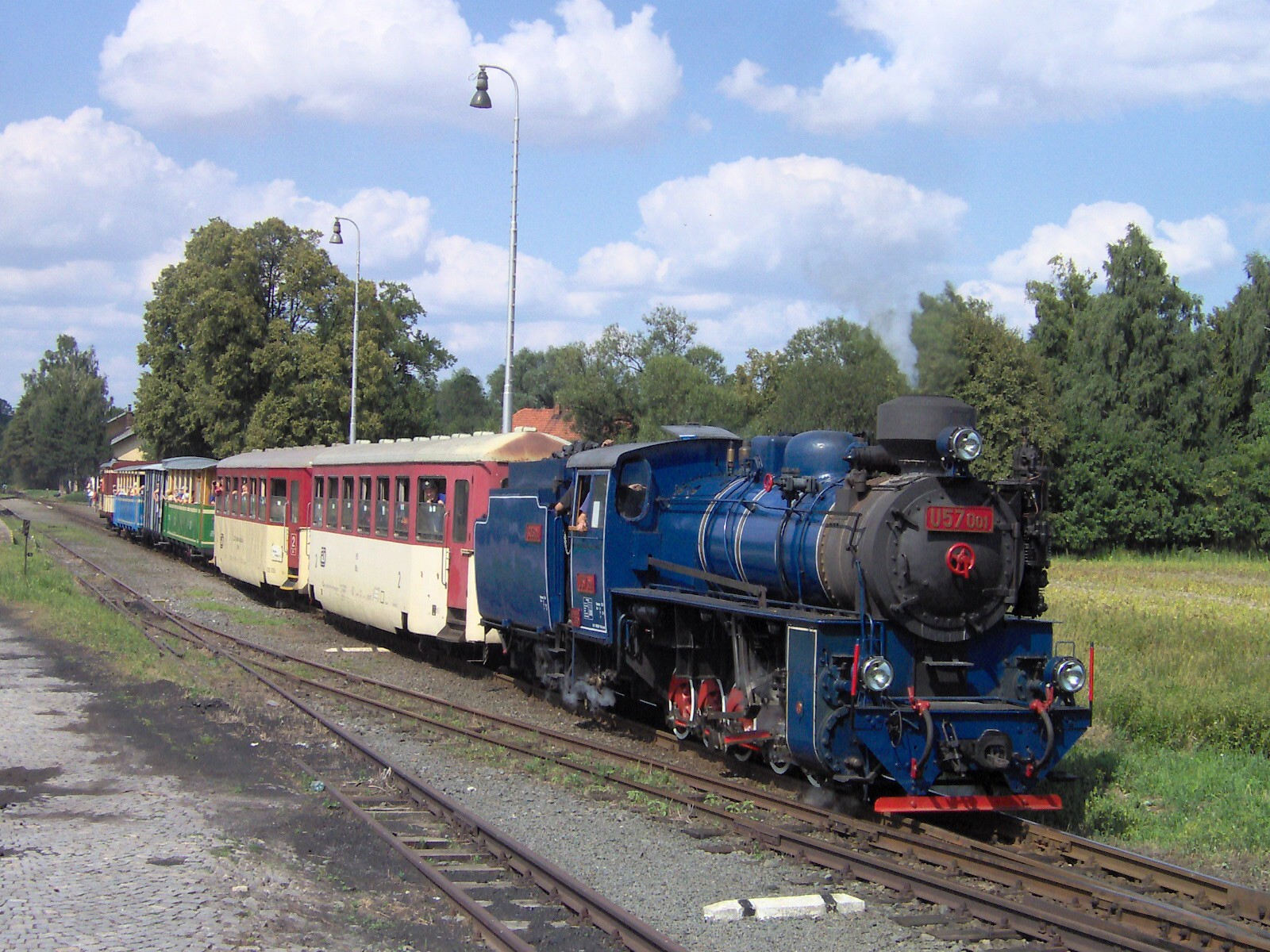
蒸気機関車が牽引する客車列車（2009年撮影）